# 미래전대 타임레인저
《미래전대 타임레인저》(未来戦隊タイムレンジャー 미라이센타이 타임렌쟈[*])는 일본 도에이에서 제작한 24번째 슈퍼 전대 시리즈이다. 2000년 2월 13일부터 2001년 2월 11일까지 TV 아사히 계열에서 방영되었다. 미국에서는 《Power Rangers : Time Force》라는 제목으로 리메이크 되었다. 이 작품은 20세기 마지막 슈퍼 전대이며, 특히 마지막화인 51화에서는 역대 23 슈퍼 전대 멤버들이 등장하였다.

## 개요
시리즈의 방영 25주년을 기념하고, 본 작품보다 시리즈 이름이 정식으로 《슈퍼 전대 시리즈》로 오프닝 첫머리에도 새로 디자인된 시리즈의 로고가 표시되고 있다. 《미래전대》라는 제목 이름은 1982년 방송 《대전대 고글파이브》에서 임시 제목으로 사용되던 것을 재기용한 것이며, 작중으로 이 이름이 쓰인 일이 없다(후술).

### 특징
본 작품의 주제로 다뤄진 것은 시간인 정장과 무기의 디자인, 필살기의 연출 등도 그 요소가 다분히 도입된 것이다. 천년의 환절기에 해당하는 서기 2000년 전대에서 시간을 테마로 하는 것은 그 몇년 전부터 결정했으며 실제로 관계자는 〈밀레니엄 전대〉라고 불렸다. 시간을 테마로 있어 본 작품에서는 시계열이 명확히 설정되어 있으며, 본편 마지막으로 계속등의 표시 대신 그 회의 사건이 발생한 날짜가 표시된다.
한편으로 주요 고객층인 동시에 과거라는 관념이 거의 없는 유년층에는 시간라는 주제를 매우 어려운 것부터, 본 작품에서는 1년이라는 장기 방영 기간을 고려하여 시간 역설적인 전개를 피하려고 동시에 이야기의 무대를 기본적으로 현대에 두고"미래"라는 것을 끝까지 "전사들의 고향"라는 정도의 인식에서도 즐길 만한 구성이 유의한다. 또 본 작품의 히어로의 정의가 〈미래에서 온 전사〉로 새로운 동료를 설정하기 어렵다는 것부터, 본 작품의 6번째의 전사에 해당하는 타임 파이어는 적과 아군도 아니고 제삼 세력적인 존재로 설정되어 있는 것도 있다.
종래보다 고 연령층도 염두에 둔 작품 만들기가 이루어지고 있는 것도 본 작품의 특징의 하나인 메인 라이터를 지낸 코바야시 야스코로 아사미 타츠야와 유우리, 매우 물질과 모리야마 허 나미의 연애 등을 포함한 스토리 등에도 그것이 짙게 나타나고 있다. 또 유우리를 비롯한 강한 여성 상의 제시 등도 큰 특징이다. 고 연령층을 시야에 넣는 방향성은 주제가에도 두드러지고 있으며 슈퍼 전대 시리즈로는 최초의 여성 가수 단독에 의한 가창, 가스펠과 프로그레시브 록 등의 요소가 다분히 포함시키는 등 시리즈 중에서는 이색의 한곡이다. 그러나 영어 섞인 가사가 복잡하고 있다는 의견이 받은 후 술대로 한 시기는 OP에 가사가 자막 표시되기도 했다. 또 캐스트 표시가 몇번 바뀌었고, 당초는 〈화면 좌우에서 들어온 소명이 화면 중앙에서 합쳐지고, 배우 이름의 표시가 되는 것〉과 정교한 것이었으나 소명 표시가 순간적으로 알기 힘든 점에서 역시 도중에서 소명, 배우 이름을 병기하는 일반적인 표시로 변경되고 있다.
특필해야 할 것으로 타임 레인저의 목적은(역대 유령에 상당하는)죄수를 처형하는 것이 아니라 〈체포했다〉는데 있다. 그래서 한번도 적을 죽이지 않는다는 극히 드문 경우이다.
기술 면에서는 그것까지 총집 편의 OP, ED를 제외하고 필름 마무리인 자막 넣기 및 편집 등 포스트 프로덕션이 본 작품에서 비디오 마무리로 이행했다.

### 슈퍼전대 대작품
다음 작품 《백수전대 가오레인저》를 갖고 슈퍼 전대 시리즈가 25작품을 맞아 본 작품에서는 방영 목록상 마지막인 제51화는 《미래 전대 타임 레인저 스페셜 슈퍼 전대 대 집합》을 둔 특별 편으로 제작되었다. 내용은 5명과 탁구가 타임 제트에 타고 《비밀전대 고레인저》에서 《구급전대 고고파이브》까지 전대를 되돌아보자는 것으로 프로그램의 마지막에는 변신 후의 모양새이긴 하지만 가오레인저가 등장하겠다는 선 보이며 시간 레인저부터 가오레인저에 정식으로 인계하기도 담겼다.

### 평가
다른 시리즈 작품과 비교하고 무리 없는 인간 드라마나 SF성으로 상술한 대로 기존보다 목적으로 무게를 뒀다 고 연령층의 인기를 얻어 〈밀레니엄〉에 걸맞게 기억에 남는 작품이 된다. 한편 본래의 목표인 아동층의 상업적인 어필은 좋지 않아 총 매출은 64억엔, 내 완구 매출 42억엔으로 전년 대비 60%정도의 부진했다.

## 줄거리
때는 서기 3000년 타임 워프 기술을 확립·실용화된 것은 불과 10년 전이지만, 이미 우주 항행과 외계에 대한 교류는 일상화하고 있다. 그 평화로운 지금을 지킬 수 있도록 설립된 불법 역사 수정 등을 감시하는 공적 기관인 〈시간 보호국〉. 여기에 하나의 경보가 울린다. 그것은 1000년의 압축 냉동형을 받을 예정인 거물 마피아인 돈 도르네로가 자신의 부하로 일본으로 도피했다는 것이었다. 시간 보호국의 특수 부대 타임레인저 대장의 류우야는 유리들 4명의 신인대원과 함께 체포에 가지만 이는 달러 네로 한 가닥의 책략이며 류우 야는 달러 네로의 정부인 리라가 변장한 가짜. 그들은 달러 네로가 수용된 론 다 형무소별 시간 보호국의 배와 함께 서기 2000년 일본으로 도피했다.
배에서 쫓겨났으며 서기 2000년 일본에 도착한 유우리들. 의기 소침하는 그들 앞에 나타난 것은 류우야에 붕어빵의 외모를 가진 20세기인의 아사미 타츠야. 유우리들은 압축 냉동이 해제되고 날뛰는 교도소의 재소자들을 진압할 유일하게 남은 비상 사태용 강화 슈트 시스템을 착용하여 변신하려 하지만 차 시스템 〈크로노 체인저〉는 시간 보호사 1팀 규정 규모인 5명이 있지 않으면 첫 기동할 수 없다는 제약이 내걸렸다. 원래 류우야를 포함한 구성이어서 곤란한 그들은 타츠야를 반 강제로 멤버로 변신을 이루어 한명째 죄수의 수용에 성공한다. 얼떨결에 타임 레드가 된 타츠야였지만〈자신의 운명은 스스로 결정을〉이라는 굳은 의지 아래 타임 레인저 가입을 결정한다.
한편 유우리들은 시간 보호사 본부와 연락하는 데 성공하지만 본부에서는 달러 네로의 도주에 의해서 생긴 역사의 왜곡을 확대하지 않기 때문에 달러 네로와 그가〈론다즈 패밀리〉이라고 명명된 재소자들을 전원 체포할 때까지 20세기에 머물도록 엄명하게 된다.유우리들 4명은 타츠야와 함께 2000년 현대에 살면서 론다즈 구성원들의 범죄의 저지와 체포에 나서게 된다.

## 타임레인저
《타임 레인저》는 30세기의 시간 보호국원들 및 그들의 긴급 전투 모드의 총칭이다. 5명이 극중에서 미래 전대로 말한 적은 한번도 없다.
평소에는 자신들이 설립한 심부름 센터 투모로우 리서치에서 자신들의 능력에 맞는 직업을 영위하고 있다. 레드(타츠야)만 현대인, 다른 4명은 시간 보호사 신인대원의 미래인이다. 출마 때는 타임 엠블럼을 내세우며 마지막으로 1명이 "시간 보호법 위반으로 체포한다!"(시온의 경우는 경어에 변화)라고 선언한다. 이름은 코드 네임(두 사람 이후에는 색만)"타임 레인저"만으로 비교적 간단한 형태이다.
- 타임 레드 / 아사미 타츠야 (浅見 竜也) (국내명(파워레인저 캡틴포스): 타임 레드 / 전용준) (22세 (1978년 출생))
- 타임 핑크 / 유리 (ユウリ) (국내명(파워레인저 캡틴포스): 타임 핑크 / 유리) (21세 (2978년 출생))
- 타임 블루 / 아야세 (アヤセ) (국내명(파워레인저 캡틴포스): 타임 블루 / 아야) (21세 (생일: 2977년 2월 18일))
- 타임 옐로 / 도몬 (ドモン) (국내명(파워레인저 캡틴포스): 타임 옐로 / 도몬) (22세 (생일: 2977년 12월 28일))
- 타임 그린 / 시온 (シオン) (국내명(파워레인저 캡틴포스): 타임 그린 / 시온) (17세 (2983년 출생))

## 아사미 그룹/시티 가디언즈
아사미 그룹/시티 가디언즈는 타츠야의 아버지인 아사미 와타루가 정부의 치안유치국과 공동으로 조직한 민간 경비 회사이다. 계약자의 생명이나 재산을 론다즈패밀리의 범죄 행위로 지키는 일을 하고 있다.
- 타임 파이어 / 타키자와 나오토 (滝沢 直人) (국내명(파워레인저 캡틴포스): 타임 파이어 / 오토) (22세 (1978년 출생)) (사망일: 2001년 2월 4일)

## 등장 메카

### 타임 제트
- 타임 제트 1 ■
- 타임 제트 2 ■
- 타임 제트 3 ■
- 타임 제트 4 ■
- 타임 제트 5 ■
- 타임 쉐도우 ■
- 브이렉스 ■

### 메인 메카
- 1호 메카 - 타임 로보 ■■■■■
- 2호 메카 - 타임 쉐도우 ■
- 3호 메카 - 브이렉스 로보 ■

### 슈퍼 합체
- 슈퍼 메카 - 타임 로보 쉐도우 ■■■■■■

## 출연

### 주연
- 아사미 타츠야/류우야/타임 레드 (음성) - 나가이 마사루
- 유리/타임 핑크 (음성) - 카츠무라 미카
- 아야세/타임 블루 (음성) - 키도 유지
- 도몬/타임 옐로 (음성) - 코이즈미 토모히데
- 시온/타임 그린 (음성) - 쿠라누키 마사히로
- 타키자와 나오토/타임 파이어 (음성) - 카사하라 신지 (27화 ~ 49화)
- 아사미 와타루 - 오카모토 후지타
- 아사미 나미에 - 오오니시 타마에
- 타카하시 - 요시미 주마로
- 모리랴마 호나미 - 요시무라 타마오 (9화 ~ 50화)
- 리라 - 구루 아사미
- 킨조 도잔 - 센본 마츠키 헤이

### 주조연
- 타쿠 (음성) - 누마타 요스케
- 타임 로보타 (음성) - 오리카사 후미코 (27화 ~ 49화)

## 같이 보기
- 미래전대 타임레인저 vs. 고고파이브